# Фридрих Тренделенбург
Фридрих Тренделенбург (Берлин 24. мај 1844. — 15. децембар 1924. Николасе, Берлин) био је  немачки хирург, универзитетски професор и дворски лекар Фридриха Августа III од Саксонскије.

## Живот и каријера
Рођен је у породици Тренделенбург од оца филозофа Фридриха Адолфа Тренделенбурга и мајке Шарлоте Фабрицијус (1853–1932), заједно са две сестре и петоро браће. 
Студирао је медицину на Универзитету у Единбургу и Универзитету Фридрих Вилхелм у Берлину. 
По завршетку студија у периоду од 1868. до 1874. године Тренделенбург је радио као асистент у Лангенбековој клиници, да би 1874. године добио  виши положај и постао медицински директор хируршке станице болнице Фридрихсхајн у Берлину. Већ следеће године напустио је Берлин да би постао професор хирургије у Ростоку. Седам година касније, 1882. године, преузео је исту функцију у Бону, а 1895. је наследио Карла Тирша (1822-1895) у Лајпцигу. У Лајпцигу му је поверено место главног хирурга на универзитетској клиници. У Лајпцигу је остао до пензионисања 1911. године.

## Дело
Тренделенбург је током службовања као као асистент Лангенбека радио на стриктури душника. У Ростоку је увео гастростомију у лечење стриктуре једњака, а 1878. године био је први хирург који је зашио пателу у Немачкој. Први пут је искористио свој положај за операцију унутрашњих органа 1881. године.
Творац је више варијетети хируршких захвата, укључујући: метод хируршког лечења плућне емболије, под називом Тренделенбург поступак.Аутор је парне стерилизације и прве ендотрахеалне анестезије путем трахеостомије. Зачетник је оримене медицинског положаја у коме пацијент лежи на леђима са главом испод нивоа доњих удова, названог по њему Тренделенбургов положај. Први је описао клинички симптом пада карлице током стајања на једном уду или током ходања, који је назван по њему назван Тренделенбургов знак.

## Епоними
Медицински третмани и термини који су названи по Фридриху Тренделенбургу, носе следеће епониме:
- Броди-Тренделенбургов перкусиони тест - одређивање валвуларне инкомпетентности у површинским венама.

- Тренделенбургова канила - врста каниле која се користи током операције ларинкса да спречи пацијента да прогута крв током операције која укључује главу и врат.

- Тренделенбургов ход - абнормални ход узрокован слабошћу мишића абдуктора доњег екстремитета, укључујући средњи и мали седални мишић.

- Тренделенбургова операција - хируршка процедура која се спроводи за лечење проширених вена. Заснива се на подвезивању велике вене сафене,у циљу лечење проширених вена. Овај термин се такође може применити и за плућну тромбектомију.

- Тренделенбургов положај - врста положај тела пацијента на столу за лекарски преглед или операцију у коме се пацијент поставља са главом надоле, нагнут под углом од око 45 степени од пода, и са коленима изнад и ногама обешеним преко краја стола.[2]

- Тренделенбургов знак - знак урођене дислокације кука.